# Erateina artemisia
Erateina artemisia là một loài bướm đêm trong họ Geometridae.